# Ладан, Делано
Делано Ладан (нидерл. Delano Ladan; 9 февраля 2000 года, Лейдердорп, Нидерланды) — нидерландский футболист, играющий на позиции нападающего за клуб ХФК.

## Карьера
Ладан является воспитанником клуба АДО Ден Хааг. В январе 2017 подписал свой первый профессиональный контракт с клубом до середины 2020 года. С сезона 2017/18 — игрок основной команды. 11 августа 2017 года дебютировал в составе АДО в Эредивизи поединком против «Утрехта», выйдя на замену на 78-й минуте вместо Донни Гортера. Летом 2018 года перешёл на правах аренды в ТОП Осс.
5 августа 2019 года перешёл в «Камбюр», подписав двухлетний контракт с опцией продления еще на один сезон.
28 января 2025 года стал игроком клуба ХФК, подписав контракт на полтора года.
Выступал за юношескую сборную Нидерландов до 17 лет. Принимал участие в чемпионате Европы 2017 года среди юношей до 17 лет. На турнире сыграл во всех трёх встречах.